# Sara Zahedi
Sara Zahedi, född 18 februari 1981 i Teheran, är en svensk-iransk matematiker som är docent i numerisk analys vid matematiska institutionen på Kungliga Tekniska högskolan (KTH).
Zahedi tog sin masterexamen vid Kungliga Tekniska högskolan 2006, samt sin doktorsexamen vid samma lärosäte 2011. Hennes avhandling, som hade titeln Numerical Methods for Fluid Interface Problems, handleddes av Gunilla Kreiss. Därefter verkade hon som postdoktor vid Uppsala universitet, innan hon anställdes som docent vid KTH 2014. År 2016 var hon en av tio vinnare av European Mathematical Societys pris, den enda kvinna det året som mottog priset. Priset mottog hon för sin utveckling och analys av numeriska algoritmer för partiella differentialekvationer av domäner som rör på sig. År 2019 blev hon fellow vid Wallenberg Academy, en del av Knut och Alice Wallenbergs Stiftelse.
Zahedi kom ensam från Iran till Sverige som tioåring. Hennes far mördades av regimen i Iran. Några år efter att hon hade kommit till Sverige följde hennes mor efter. Hon har sagt att eftersom hon inte kunde svenska var matematik det enda ämne där hon kunde följa med under lektionerna. Det, tillsammans med uppmuntran från lärare, ska ha fått henne att bli matematiker.

## Biografi
1. ↑  OCLC-kontrollnummer: 746604282.[källa från Wikidata]
2. ↑  ”KTH | Sara Zahedi”. www.kth.se. https://www.kth.se/profile/sara7. Läst 3 september 2020.
3. ↑  Numerical Methods for Fluid Interface Problems, dissertations.se, retrieved 2016-07-26.
4. ↑  Prize laureates Arkiverad 6 oktober 2018 hämtat från the Wayback Machine., 7th Eur. Congress of Mathematics, July 18–22, 2016, retrieved 2016-07-26.
5. 1 2  ”Brief Interviews with Young Mathematicians: Sara Zahedi”. Mathematics in Europe. Arkiverad från originalet den 29 december 2020. https://web.archive.org/web/20201229160550/http://mathematics-in-europe.eu/?p=600. Läst 3 september 2020.
6. 1 2  ”Sara Zahedi – European Women in Mathematics” (på amerikansk engelska). https://www.europeanwomeninmaths.org/sara-zahedi/. Läst 3 september 2020.
7. ↑  ”Sara Zahedi” (på engelska). Knut and Alice Wallenberg Foundation. Arkiverad från originalet den 28 november 2020. https://web.archive.org/web/20201128083241/https://kaw.wallenberg.org/en/sara-zahedi. Läst 3 september 2020.
8. ↑  Deutsche Welle. ”Don't call me a prodigy: the rising stars of European mathematics | DW | 23.07.2016” (på brittisk engelska). DW.COM. https://www.dw.com/en/dont-call-me-a-prodigy-the-rising-stars-of-european-mathematics/a-19421389. Läst 3 september 2020.